# جون بيري روبنسون
جون بيري روبنسون (بالإنجليزية: John Perry Robinson)‏ هو سياسي نيوزلندي، ولد في 1810 في سري في المملكة المتحدة، وتوفي في 28 يناير 1865 في نيوزيلندا بسبب غرق.